# 邢恩
邢恩（1990年12月9日—），本名邢雅晨，女，中國演員，曾參演《仙剑云之凡》、《暧昧侦探》等影視作品，以其在劇集中「女扮男裝」的形象深入民心。

## 生平
邢恩出生於福建省福州市，大學時期於福建农林大学艺术园林学院修讀動漫專業，因參與女子籃球校隊，加上其外表比一般男生还要帅气，故她在學校中被成為「風雲人物」。畢業後，她從事模特兒的工作，直至2015年，獲唐人影视簽約，並在同年5月的一個活動上宣佈以藝名「邢恩」出道，進軍演藝事業。
2016年5月23日，出演的古装玄幻电视剧《仙剑云之凡》在湖南卫视首播，她在剧中饰演蜀山弟子宿星辰。2017年5月29日，参演的都市情感剧《小情人》在深圳卫视播出。
2018年5月，与叶青、冉旭等共同主演民国悬疑剧《暧昧侦探》，饰演没落世家公子宫紫；7月，主演由吴强执导的青春悬疑剧《你是我的英雄》，在剧中饰演直爽仗义的叶冠男。
2019年1月8日，与林依晨、张彬彬等人合作主演的古装励志轻喜剧《小女花不弃》在浙江卫视播出，饰演女主花不弃的哥哥莫若菲；6月6日，主演的院线电影《特工少女》开拍，她在片中饰演海归特工欧阳靖；10月29日，主演的网络剧《御狐之绊》开播，她在剧中饰演篮球教练张亭；12月10日，出演的古装励志轻喜剧《小女霓裳》开机。

## 參演作品

### 電視劇/網絡劇作品
| 年份 | 劇集名稱         | 角色        | 備註          |
| ---- | ---------------- | ----------- | ------------- |
| 2016 | 仙剑云之凡       | 宿星辰      |               |
| 2017 | 小情人           | 小白        | [ 11 ]        |
| 2018 | 暧昧侦探         | 宫紫        | 網絡劇        |
| 2019 | 小女花不弃       | 莫若菲      | [ 8 ]         |
| 2019 | 御狐之绊         | 张亭        | 網絡劇        |
| 2021 | 小女霓裳         | 谢枫        | [ 12 ] [ 13 ] |
| 2022 | 舌尖上的心跳     | 維克特女友K |               |
| 2024 | 無法抗拒的男友們 | 夫夫        | 網絡短劇      |
| 待播 | 你是我的英雄     | 叶冠男      | 網絡劇        |

### 電影
| 年份 | 劇集名稱     | 角色   | 備註     |
| ---- | ------------ | ------ | -------- |
| 2023 | 狙击手：逆战 | 庞剑   | 網絡電影 |
| 待播 | 特工少女     | 欧阳靖 | [ 9 ]    |

## 外部連結
- 邢恩在互联网电影资料库（IMDb）上的資料（英文）
- 邢恩在豆瓣上的资料（简体中文）
- 邢恩的新浪微博